# Cementiri Municipal de Sant Gregrori
El Cementiri Municipal de Sant Gregrori és una obra de Sant Gregori (Gironès) protegida com a Bé Cultural d'Interès Local.

## Descripció
Conjunt desenvolupat en forma de planta quadrangular amb accés central i els nínxols disposats lateralment a ell. Seguint l'eix de l'entrada es desenvolupa un passeig vorejat de xiprers que junt amb un de perpendicular formen una creu de doble filera de xiprers. Les parets són arrebossades i pintades i la coberta dels nínxols és de teula àrab. El portal d'entrada és emmarcat amb carreus, a la llinda hi ha un relleu representant un rellotge de sorra alat. La porta d'entrada és de ferro amb la inscripció de l'any de la construcció.

## Història
L'any 1931 amb l'adveniment de la República es procedí a la municipalització del Cementiri, segons consta al llibre d'Actes de les sessions municipals.